# 以仁王舉兵
以仁王舉兵（以仁王の挙兵），是日本平安時代末期治承4年（1180年）以仁王和源賴政計畫打倒平家，傳令旨敦促諸國源氏、寺社舉兵的事件。因準備不足，事跡敗露，以仁王和源賴政戰死，計畫在初期即受到鎮壓。但是以此事件為契機，諸國的反平家勢力紛紛舉兵，演變成全國性的動亂（治承・壽永之亂）。也稱作以仁王之亂（以仁王の乱）、源賴政舉兵（源頼政の挙兵）。

## 背景
治承3年(1179)11月，平家棟樑平清盛率數千騎進京，囚禁後白河院，停止院政，流放關白松殿基房，並將數十名院近臣免官，通過武力控制京都，史稱治承三年政變。隔年，治承4年(1180)2月，高倉天皇讓位予平清盛之孫言仁(即安德天皇)，平清盛女婿近衛基通擔任攝政，平清盛完全掌握朝政。

## 以仁王令旨
以仁王為後白河院第三皇子，亦為擁有龐大莊園的八條院的猶子，然因平家作祟，其沒能繼承皇位，甚至沒有成為親王，而在治承三年政變後，平家更沒收以仁王的土地，使其對平家產生不滿。攝津源氏源賴政為於畿內近國活動的武士，其於治承2年(1178)獲封從三位，可謂係首位晉升公卿的武家源氏，源賴政更收養許多源氏的遺孤，儼然成為武家源氏的大家長。源賴政與美福門院及其女八條院關係良好，以仁王應是因此因素與源賴政搭上線。《吾妻鏡》及《平家物語》皆表示因源賴政見平家平時蠻橫無理，對其心生不滿，而向以仁王提出軍事政變的建議。
治承4(1180)4月9日，乘平清盛參拜安藝嚴島神社之際，以仁王向東海道、東山道、北陸道的武士及寺社頒發追討平家的令旨。以仁王於令旨中將自己比作壬申之亂中的天武天皇，並自詡為最勝親王，譴責平家的惡行，更表示事成後會承繼天皇之位。令旨由八條院藏人源行家發送。

## 以仁王兵敗
治承4年(1180)5月15日，檢非違使土岐光長、源兼綱(源頼政養子)等人包圍以仁王位於三條高倉的宅邸，然以仁王此時已在逃往園城寺的路上。據《平家物語》，是熊野別當湛增舉發以仁王的陰謀；然《玉葉》只有記載朝廷決定流放以仁王，並未說明原因。園城寺向興福寺及延曆寺尋求協助，主張共同抵禦平家，興福寺響應其號召，然延曆寺拒絕。
5月21日，平家決定攻打園城寺，此時平家仍把源賴政編列於追討軍中，顯見平家並不知悉源賴政已與以仁王合謀。5月21日晚上，源賴政燒毀自己的宅邸，前往園城寺與以仁王會合。5月26日，以仁王、源賴政離開園城寺，決定投奔興福寺。然一行人於宇治平等院休息時，遭到平家300騎的突襲，源賴政當時只有以渡邊黨為首的50騎的兵力，最終寡不敵眾，戰死沙場，享年77歲，其嫡子源仲綱、養子源仲家(源義仲異母兄)也紛紛戰死。以仁王繼續逃往山城國相樂郡光明山，最終中箭落馬身亡。

## 戰後
治承4年(1180)5月27日，朝廷展開院御所議定，商討是否要討伐先前支持以仁王的興福寺；親平家的公卿支持這項提案，然左大臣・藤原經宗、右大臣・九條兼實等人反對，最終，高倉院決定不予追討興福寺。6月，平清盛攜安德天皇、高倉院、後白河院遷都福原，平清盛顯然係想遠離受公家及南都北嶺包圍的京都。平清盛更命令諸國平家家臣追討有可能響應以仁王號召的武士，並強化對諸國源氏的監控，此舉反而使其備感壓力，最終奮起反抗平家。